# Оле Бернтсен
Оле Бернтсен (дан. Ole Berntsen, 22 січня 1915 — 26 травня 1996) — данський яхтсмен.
Олімпійський чемпіон 1964 року в класі Дракон, срібний призер 1956 року в класі Дракон, бронзовий призер 1948 року в класі Дракон, учасник 1952 року.
Чемпіон світу в класі Дракон 1965 року.